# 新北產業園區
25°03′48″N 121°27′27″E / 25.06333°N 121.45750°E
新北產業園區，前稱五股工業區，為中華民國經濟部產業園區管理局所創辦的國家級工業區，位於今台灣新北市五股區與新莊區。

## 歷史
為發展工業、促進地方繁榮發展，當時台北縣政府（今新北市政府）得到行政院核准，在1984年1月依據《獎勵投資條例》的規定，開發五股工業區。一方面容納二重疏洪道的合法工廠拆遷戶使用，一方面提供興辦工業人作為建廠用地，以紓解工業用地殷切之需求。此外，當時的台北縣政府在此工業區內設立了工商展覽中心，提供了一個國際級展覽場地給當地的廠商。2011年4月由新北市市長朱立倫出面協調，於該年6月1日正式更名為「新北產業園區」。

## 概況
新北產業園區的業種有食品、紡織、家具、印刷、塑化、電子、機械等，用地幾乎完全開發完畢。然而，最近十年，因為產業轉型與外移緣故，閒置土地高達45.92公頃，相當於2座大安森林公園，5座大巨蛋，浪費超過60億元。

## 教育
勞動部勞動力發展署在區內設立北區職業訓練中心，是一所公立職業訓練機構。

## 外部連結
- 中華民國經濟部工業局 （页面存档备份，存于）（繁體中文）（英文）
- 經濟部工業局新北產業園區服務中心 （页面存档备份，存于）（繁體中文）